# Тэлмачу
Тэлмачу (рум. Tălmaciu) — город в Румынии в составе жудеца Сибиу.

## История
Впервые упоминается в 1265 году. В связи с расположением у стратегического прохода через Южные Карпаты был местом многих исторических событий: здесь переходили Карпаты римляне во время войны Траяна с даками, здесь вторгались в Трансильванию турки, здесь в 1599 году сосредоточились войска Михая Храброго перед битвой при Шелимбэре, здесь в 1849 году Юзеф Бем защищал горное дефиле от русских войск.
В 1989 году Тэлмачу получила статус города.